# Bjarke Ingels
Bjarke Bundgaard Ingels (født 2. oktober 1974 i København) er en dansk arkitekt, der leder arkitektgruppen Bjarke Ingels Group (BIG), der har skabt nogle af de mest markante byggerier og byrum i København og byer overalt i verden.

## Opvækst og baggrund
Ingels er født i København i 1974. Hans far er ingeniør og hans mor er tandlæge. I 1993 begynder Ingels at studere på Det Kongelige Akademi for Arkitektur for at forbedre sine tegneevner i håbet om at blive tegneseriekunstner. Efter nogle år optog han en reel interesse for arkitektur og fortsatte sit studie på Escola Tècnica Superior d'Arquitectura i Barcelona, hvor han også startede sin første tegnestue og vandt sin første konkurrence. I 1999 vendte han tilbage til København for at modtage sit eksamensbevis.
Sideløbende med sin tegnestue har Ingels været gæsteprofessor ved Rice University School of Architecture, Harvard Graduate School of Design, Columbia University School of Architecture, Planning and Preservation og senest på Yale School of Architecture.

## PLOT
I 2001 stiftede Bjarke Ingels sin første tegnestue, PLOT, sammen med arkitekten Julien de Smedt. De to mødtes på Rem Koolhas' tegnestue OMA i Rotterdam, og startede siden deres egen tegnestue med det erklærede formål at udvikle en arkitektonisk praksis, baseret på forudgående analyse af praktiske og teoretiske forhold.
PLOT vandt en lang række konkurrencer og arkitekturpriser, bl.a. er VM HUSENE blevet belønnet med det svenske arkitekturtidsskrift Forums pris, som bedste nordiske bygningsværk i 2005 og har også modtaget Københavns Kommunes arkitekturpris 2006. Derudover har de tegnet Havnebadet på Islands Brygge og Det Maritime Ungdomshus.
I 2005 opløste de to grundlæggere PLOT.

## BIG
I 2006 etablerede Bjarke Ingels BIG - Bjarke Ingels Group. Virksomheden har i dag ca. 700 ansatte med tegnestuer i København, Barcelona, London, New York, Zürich, Los Angeles, Oslo og Shenzhen og arbejder med bygninger, byplanlægning, landskab og produktdesign i hele verden. BIG gjorde sig tidlig bemærket bl.a. ved deres projekt Kløverkarréen på Kløvermarken, VM-bjerget og den danske pavillon til verdensudstillingen i Kina 2010.[kilde mangler]
Bjarke Ingels Group og Thomas Heatherwick blev i 2015 udvalgt til at tegne Googles nye hovedkvarter i Silicon Valley-byen Mountain View.

### 2006 - 2010
BIG begynder byggeriet på Bjerget, som kombinerer 10.000 m2 bolig med et 20.000 m2 parkeringshus. Bygningens skrånende top skaber en sydvendt bjergside fra gadeplan til 11. etage, hvor hver lejlighed har en terrasse på omkring 8 m2. Parkeringshuset er beskyttet mod vind og vejr ved hjælp af store skinnende aluminiumsplader som samtidig med billedskabende rasterhuller giver naturlig ventilation og dagslys til huset. Bjerget stod færdigt i oktober 2008, hvor bygningen modtog Housing Award ved World Architecture Festival og senere vandt Forum AID Award og MIPIM Residential Development Award i 2009 i Cannes.
BIGs tredje boligprojekt, 8 Tallet, blev bestilt af Store Frederikslund Holding, Høpfner A/S og Dansk Olievirksomhed A/S i 2006. 8 Tallet var, på daværende tidspunkt, det største private boligprojekt i Skandinavien og huser 61,000 m2 bolig samt 10,000 m2 til butikker og kontorer med udsigt over Kalvebod Fælled. Boligbyggeriet er formet som et 8-tal rundt om to gårdhaver og består af 476 lejligheder. Byggeriets grønne tag vandt Scandinavian Green Roof Awards i 2010. Bygningen vandt også Best Residential Building i 2011 til World Architecture Festival, Københavns Kommunes Bygningspræmiering og AIA Instituttets hæderspris for arkitektur i 2012. Derudover var 8 Tallet nævnt på Huffington Posts liste over 10 bedste arkitektur-øjeblikke i 2001-2010.
I 2007 blev Ingels udvalgt til at designe Museet for Søfart i Helsingør nær Kronborg Slot, som efter tre års byggeri og finansiering fra over 11 fonde, stod færdigt i 2013. Museet blev designet i samarbejde med Rambøll, Alectia, E. Pihl & Søn og Kossman.dejong og er placeret under jorden omkring en gammel beton tørdok som blev det centrale omdrejningspunkt for udstillingen. Den gamle tørdok bliver benyttet til særlige udstillinger og andre kulturelle events. Museet er skabt til at hælde en smule nedad for at give følelsen af at, man befinder sig på et skibsdæk. Det 7600 m2 galleri indeholder en stor samling af malerier, skibsmodeller og andet historisk udstyr fra det danske Søværn.
Ingels designer to udvidelser til Gammel Hellerup Gymnasium (2009), hvor han tidligere var elev. Udvidelserne består af to underjordiske haller til henholdsvis håndbold og kunst. Hallernes tag danner et muldvarpeskud i midten af skolegården som fungerer som et kæmpe uformelt møbel og dermed understøtter det sociale gymnasiemiljø. 
I 2009 designer Ingels Det Færøske Uddannelsescenter i Tórshavn, med plads til 1200 studerende og 300 undervisere.
Til World Expo i Shanghai i 2010 designede Ingels den danske pavillon; en 3000 m2 udendørs cykelsti, hvor cyklister kunne opleve den danske kultur og idéer for bæredygtig byudvikling. Til ære for forfatter Hans Christian Andersen, blev Den Lille Havfrue-statuen fragtet til Kina og placeret i midten af pavillonen i en 1-million-liter pool. I forbindelse med den danske pavillon udnævner det amerikanske medie, Fast Company, Ingels til at være én af de 100 mest kreative personer i erhvervslivet.

### 2011
BIG vinder designkonkurrencen om det nye forbrændingsanlæg på Amager.
Ingels bliver udnævnt til Innovator of the Year i arkitektur, samt én af "designverdens stjerneskud" af det amerikanske dagblad, The Wall Street Journal.

### 2012
Den urbane park på Nørrebro, Superkilen, åbner. 
Ingels flytter til New York for at følge byggeriet af VIA 57 West, en "gårdskraber", som kombinerer højden af Manhattans skyskrabere med den københavnske gårdhavebygning.
BIG åbner et permanent kontor i New York.

### 2013
Dansk Søfartsmuseum åbner i Helsingør. 
Udvidelsen af Gammel Hellerup Gymnasium færdiggøres.

### 2014
BIG vinder international konkurrence om en ny park, byrum og integreret beskyttelsessystem mod oversvømmelser i Manhattan med projektet The BIG U.
Byggeriet på Lego Huset i Billund, som BIG i 2013 vandt konkurrencen om, påbegyndes. 

### 2015
Ingels begynder at arbejde med den engelske arkitekt Thomas Heatherwick på Googles nye hovedkontor i Silicon Valley. 
BIG bliver udvalgt til at designe ét af de to tårne som skulle erstatte Tvillingetårnene i New York, Two World Trade Center. Byggeriet var oprindeligt blevet betroet til det britiske firma, Foster and Partners, og blev senere tilbagekaldt og overdraget tilbage til Foster i 2019. 

### 2016
BIG designer den 16. udgave af Serpentine Pavillonen i London og åbner kontor i den engelske hovedstad.
Byggeriet på VIA 57 West åbner i New York.

### 2017
Tirpitz Museum åbner i Blåvand. 
Lego Huset indvies af Kronprinsesse Mary. 

### 2018
Nomas nye restaurant designet af BIG åbner på Refshaleøen. 
Til Burning Man festivalen i Nevada, USA, designer BIG installationen The Orb, en spejlkugle på 30 tons of 25 meter i diameter, der svarer til 1/500.000 af jordens overflade. 

### 2019
BIG offentliggør masterplanen for Oceanix City. Byggeriet på den første prototype er sat til at i gang i 2025 i kystbyen Busan i Sydkorea. 
Kunstmuseet The Twist åbner udenfor Oslo i Kistefos Skulpturpark. 
BIG åbner kontor i Barcelona. 

### 2020
BIG annoncerer masterplanen for Toyota Woven City i samarbejde med den japanske bilproducent. 
Byggeriet af museet Musée Atelier Audemars Piguet færdiggøres i Vallée de Joux i Schweiz. 
BIG vinder designkonkurrencen for et nyt studiecenter ved Johns Hopkins universitet i Baltimore, Maryland i USA. 
BIG offentliggør "Project Olympus" med visionen for 3D-printede hjem på Mars i samarbejde med NASA. 

### 2021
BIG udvider den globale partnerkreds med syv nye partnere, herunder Andy Young, Lorenzo Boddi, João Albuquerque, Douglass Alligood, Giulia Frittoli og Daria Pahhota, samt åbner nyt kontor i Shenzhen, Kina.
BIGs landskabsafdeling designer Henning G. Kruses Plads i Esbjerg.
Til den globale modegigant Farfetch designer BIG et 178,000 m2 kontorlandskab i Portugal, som skal huse start-ups of IT-virksomheder. 

### 2022
Fabrikken The Plus, designet for den norske møbelfabrikant, Vestre, åbner i Magnor, Norge. 
Dansk Flygtningemuseum, også kendt som FLUGT, bliver indviet af Hendes Kongelige Højhed, Dronning Magrethe. 
BIG designer masterplanen for havnebydelen Aarhus Ø, som skal være med til at udvikle området omkring Bassin 7. Masterplanen udfolder sig i et wellness-hotel, lejlighedsbyggerier (Kampanilen og AARhus), et teater, et havnebad samt 21 badehytter. 
BIG vinder designkonkurrencen om Vltava Philharmonic Hall, Tjekkiets nye koncerthus i landets hovedstad, Prag. 
BIG åbner kontor i Zürich efter vunden af designkonkurrencen for en ny terminal i Zürich Lufthavn. 

### 2023
Ingels vinder den internationale arkitektkonkurrence for Qianhai Prisma Towers i Shenzhen, Kina. Byggeriet forventes at påbegynde i 2025. 
BIG færdiggør The Spiral i New York, som er tegnestuens højeste byggeri til dato. 
BIG offentliggør en 1000+ km² masterplan for Gelephu Mindfulness City i kongeriet Bhutan baseret på landets Gross National Happiness Index. 

## Designfilosofi
Ved åbningen af Den Danske Pavillon under World Expo 2010 i Shanghai, introducerer Ingels idéen om "hedonistisk bæredygtighed", som i dag er en integreret del af hans designfilosofi. Konceptet udfordrer den konventionelle opfattelse af, at bæredygtighed skal indebære ofringer eller kompromisser. I stedet mener Ingels, at bæredygtig arkitektur skal øge livskvaliteten for beboerne og brugerne, og samtidig minimere miljøpåvirkningen. Denne balance eksemplificeres i projekter som Islands Brygge havnebad og CopenHill, hvor et energianlæg forvandles til et rekreativt område med skibakke på taget, der giver besøgende mulighed for at engagere sig i bæredygtighed på en interaktiv måde.

## Andre projekter
Ingels stiftede i 2009 designgruppen KiBiSi med Jens Martin Skibsted og Lars Larsen. Med fokus på mobilitet, arkitektonisk belysning og personlige elektroniske gadgets, designede firmaet cykler, møbler, diverse husholdningsprodukter og endda et fly. KiBiSi blev en af Skandinaviens mest indflydelsesrige designgrupper og designede møblerne til BIGs danske pavillon ved World Expo 2010. 
Ingels udgiver sin første bog, Yes Is More: An Archicomic on Architectural Evolution, som præsenterer arbejdsprocesser, metoder og resultater af 30 udvalgte BIG projekter i tegneserieform, hvilket, ifølge Ingels, er den bedste måde at formidle historier om arkitektur på. Bogen blev senere formidlet i en udstilling under samme dansk på Dansk Arkitektur Center. 
Efterfølgeren, Hot to Cold: An Odyssey of Architectural Adaption, udforsker 60 casestudier for at vise, hvordan arkitektur formes af klimaet. Bogen blev designet af Grammy-vindende designer Stefan Sagmeister, og blev til en udstilling under samme navn ved National Building Museum i Washington, D.C. Bogen inkluderer flere velkendte projekter, bl.a. VIA West 57, CopenHill, 8 Tallet, Gammel Hellerup Gymnasium, Superkilen, Lego Huset og Museet for Søfart.  
BIGs tredje udgivelse, Formgiving, præsenteres i en tidslinje, der strækker sig fra Big Bang og ind i den fjerneste fermtid med projekter inddelt i seks udviklingstrin “Making”, “Sensing”, “Sustaining”, “Thinking”, “Healing” og “Moving”. Ligesom Yes Is More blev udgivelsen til en udstilling på Dansk Arkitektur Center som tiltrak 73.000 besøgende fra hele verden. 
I 2015 designede Ingels en serie af produkter til badeværelse og køkken under en division af Kohler Company, Kallista. Linjen, navngivet ”Taper”, er en repræsentation af minimalisme og mid-century dansk design. 
I 2021 stifter Ingels ejendomsselskabet Nabr med Nick Chim og Roni Bahar. Nabr er en softwareplatform, der lader folk købe og designe deres egne hjem i nye byggeprojekter og tilbyder dem finansieringsmuligheder. 

## Film
Ingels medvirker i dokumentaren Min Legeplads af Kaspar Astrup Schröder. Dokumentaren handler om parkour og freerunning og er filmet ved forskellige BIG-byggerier i Danmark. 
Han er også en del af dokumentarfilmen Genre de Vie om cykler, byer og selvbevidsthed. Filmen dokumenterer, hvordan cyklens simplicitet giver magt til bylivet. 
Ingels er profileret i den første sæson af Netflix' dokumentarserie, Abstract: The Art of Design. 
I 2019 medvirker Ingels i et afsnit af den prisvindende HBO-serie, Game of Thrones. 

## Galleri og liste over kendt værker
- 8-tallet i Ørestaden
- Bjerget i Ørestaden
- VM husene i Ørestaden
- Superkilen på Nørrebro
- The Spiral (en) i New York City
- M/S Museet for Søfart i Helsingør
- Copenhill i København
- CapitaSpring i Singapore
- Google HQ i USA
- Telus Sky i Calgary
- Vancouver House i Vancouver
- Danish Pavilion i Shanghai